# Hans Morgenthau
Hans Joachim Morgenthau (Coburg, 17 de febrero de 1904 - 19 de julio de 1980) fue un abogado y político estadounidense de origen judío-alemán. Fue una de las figuras más importantes del siglo XX dentro del campo de la política internacional. Sus trabajos se corresponden con la tradición realista en la teoría de las relaciones internacionales, y suele ser considerado, junto con George F. Kennan y Reinhold Niebuhr, uno de los líderes del realismo en América tras la Segunda Guerra Mundial. Morgenthau realizó importantes contribuciones a la teoría de las relaciones internacionales y al estudio de las leyes internacionales. Su libro Escritos Sobre Política Internacional (Politics Among Nations), fue publicado por primera vez en 1948. 
Morgenthau también escribió mucho sobre política internacional y la política exterior de los Estados Unidos para generalizadas publicaciones como The New Leader, Commentary, Worldview, The New York Review of Books, y The New Republic. Conocía y se carteaba con muchos de los escritores e intelectuales más importantes de su época, como Reinhold Niebuhr, George F. Kennan y Hannah Arendt. Al principio de la Guerra Fría, Morgenthau era asesor del Departamento de Estado de los Estados Unidos cuando Kennan dirigía al personal de planificación de políticas durante las administraciones de John F. Kennedy y Lyndon B. Johnson hasta que fue despedido por Johnson al criticar públicamente la política estadounidense en Vietnam.

## Educación, carrera y vida personal
Morgenthau nació en el seno de una familia judía en Coburgo, Ducado de Sajonia-Coburgo-Gotha, Alemania en 1904. Después de estudiar en el Casimirianum de Coburgo, fue a las Universidades de Berlín, Fráncfort del Meno y Múnich para luego terminar sus estudios de postgrado en el Instituto de estudios internacionales y del Desarrollo en Ginebra, Suiza. Enseñó y ejerció la abogacía en Fráncfort antes de emigrar a Estados Unidos en 1937, después de muchos años viviendo también en Suiza y en España. Dio clases en Kansas City (Misuri) de 1939 a 1943, tiempo durante el cual acudía a una congregación israelí en la ciudad. Después, impartió clases en la Universidad de Chicago hasta 1973, año en el que se mudó a Nueva York para dar clase en la Universidad de Nueva York. 
Al mudarse a Nueva York, Morgenthau se separó de su esposa que tuvo que quedarse en Chicago por problemas médicos. Según su biografía, pudo haber mantenido una relación primero con la filósofa política Hannah Arendt, y más tarde con Ethel Person, una profesora de medicina en la Universidad de Columbia.
El 8 de octubre de 1979, Morgenthau era uno de los pasajeros del vuelo 316 de Swissair, que colisionó al intentar aterrizar en el Aeropuerto Internacional de Atenas, cuando se dirigía hacia Bombay.
Morgenthau falleció después de una grave hospitalización el 19 de julio de 1980, tras haber sido diagnosticado de una úlcera en el Lenox Hill Hospital de Nueva York.

## Años en Europa
Morgenthau terminó su doctorado en Alemania a finales de los años 20. Este, fue publicado en 1929 en su primer libro: The International Administration of Justice, Its Essence and Its Limits. El libro fue revisado por Carl Schmitt, que en aquel momento impartía enseñanza jurista en la Universidad de Berlín. En un ensayo autobiográfico escrito durante sus últimos años de vida, Morgenthau relataba como había salido de su reunión con Schmitt con la sensación de que acababa de reunirse con, en sus propias palabras, "el demonio": A finales de los años 20, Schmitt se convertía en el jurista líder del emergente Partido Nacionalsocialista Obrero Alemán, momento en el que Morgenthau definió sus posturas como irreconciliables.
Al haber terminado su doctorado, Morgenthau dejó Alemania para viajar y completar su disertación de habilitación (licencia para poder impartir clase en las Universidades) en Ginebra. Fue publicada en francés, y su título original fue The Reality of Norms and in Particular the Norms of International Law: Foundations of a Theory of Norms. El erudito legal Hans Kelsen, que acababa de llegar a Ginebra como profesor, fue un asesor en la disertación de Morgenthau. Kelsen, era uno de los mayores críticos de Carl Schmitt. Esto, entre otras cosas, hizo que Kelsen y Morgenthau se convirtiesen en buenos amigos incluso después de que ambos emigrasen de Europa para ocupar sus respectivos trabajos en Estados Unidos.
En 1933, Morgenthau escribió un segundo libro en francés, La notion du "politique" et la théorie des différends internationaux, que fue traducido al inglés The Concept of the Political (El Concepto de lo Político) en 2012. En este libro, Morgenthau estableció una diferenciación entre las disputas legales entre naciones, y las disputas políticas entre naciones. Las principales preguntas que contenía la investigación eran: (1)Quién posee realmente el poder sobre los objetos sobre los que se disputa; (2)De qué manera puede el titular de este poder legal cambiar de responsabilidad; (3)Cómo puede resolverse una controversia, y (4)en qué manera el titular del poder legal estará protegido en el curso de la práctica del poder. Para Morgenthau, el fin de cualquier sistema legal en este contexto es "asegurar la justicia y la paz".
Entre los años 20 y 30, Morgenthau fue un reclamado realista, corriente dominante en el derecho internacional de la época. Tomaba ideas de Sigmund Freud, Max Weber y Roscoe Pound entre otros.
En 1940, Morgenthau publicó un artículo llamado Positivism, Functionalism and International Law. Francis Boyle, escribió que los estudios de Morgenthau, contribuían a llevar a cabo "una ruptura entre las ciencias políticas internacionales y los estudios legales internacionales." Sin embargo, Política entre las naciones (Politics Among Nations) contiene un capítulo sobre derecho internacional, y Morgenthau permaneció siempre como un activo contribuyente al estudio de la relación entre el derecho internacional y la política internacional

## Años en América y política realista
Hans Morgenthau es considerado como uno de los padres fundadores de la escuela realista del siglo XX. Esta corriente de pensamiento sostiene que los Estados son los actores principales en las relaciones internacionales, y que el principal ámbito de estudio en esta ciencia es el poder. Morgenthau enfatizaba la importancia del "interés nacional", y en Política entre las naciones (Politics Among Nations) escribió que "la principal señal que ayuda al realismo político a encontrar su lugar a través de la política internacional es el concepto del interés, definido en términos de poder." Morgenthau es a veces definido como un realista clásico o realista moderno, para diferenciar su teoría del realismo estructural o neorrealismo asociado a Kenneth Waltz.

### Realismo yPolítica entre las naciones (1948)
Recientes evaluaciones del trabajo de Morgenthau nos muestran que su trayectoria intelectual fue mucho más complicada de lo que se pensó inicialmente. Su realismo fue infundado por consideraciones morales, y durante sus últimos años de vida fue un importante opositor de las armas nucleares y del papel de Estados Unidos en la Guerra de Vietnam. En su libro Hombre Científico versus Hombre Político (Scientific Man versus Power Politics) (1946) habla de la confianza ciega en la ciencia y en la tecnología como solución a los problemas políticos y sociales.
En la segunda edición de Política entre las naciones, Morgenthau añadió una sección en el primer capítulo llamada "Seis Principios del Realismo Político". Estos principios, eran:
1. La política, como la sociedad en general, está gobernada por leyes objetivas arraigadas en la naturaleza humana, que es invariable; por lo tanto es posible desarrollar una teoría racional que refleje estas leyes objetivas.
2. El rasgo principal del realismo político es el concepto de interés, definido en términos de poder que infunde un orden racional al objeto de la política, y de ese modo hace posible la comprensión teórica de la política. El realismo político hace hincapié en lo racional, lo objetivo y lo no emocional.
3. El realismo asume que el interés definido como poder es una categoría objetiva universalmente válida, pero no con una definición fijada de una vez y para siempre. El poder es el control del hombre sobre el hombre,
4. El realismo político es consciente del significado moral de la acción política. Es también consciente de la tensión entre el control moral y las exigencias de la acción política eficaz. Por lo tanto, el realismo no es inmoral, sino que su objeto de estudio no es la moral.
5. El realismo político se rehúsa a identificar las aspiraciones morales de una nación en particular con las leyes que gobiernan el universo. Es el concepto de interés definido en términos de poder lo que nos salva de los excesos morales y la torpeza política.
6. El realista político sostiene la autonomía de la esfera política. Se pregunta: ¿cómo afectará esta política el poder de la nación?". El realismo político está basado en una concepción pluralista de la naturaleza humana. Un hombre pura y exclusivamente político no sería más que una bestia, pues carecería por completo de límites morales. Sin embargo, para desarrollar una teoría autónoma del comportamiento político, el "hombre político" debe abstraerse de los demás aspectos de la naturaleza humana.

### Disidencia de la Guerra de Vietnam
Morgenthau fue un gran partidario de las administraciones de Franklin D. Roosevelt y Harry S. Truman. Cuando la administración de Dwight D. Eisenhower llegó a la Casa Blanca, Morgenthau derivó sus esfuerzos a la escritura en periódicos y revistas. Cuando tuvo lugar la elección de John F. Kennedy en 1960, se convirtió en un asesor de su administración. Cuando Lyndon B. Johnson fue elegido presidente, Morgenthau se convirtió en un fuerte disidente respecto a la participación norteamericana en la Guerra de Vietnam, lo que hizo que fuese despedido de su puesto de asesor del presidente en 1965. Este hito en la vida de Morgenthau ha sido relatado en los libros sobre asesores políticos de McGeorge Bundy y Walter Whitman Rostow.
Además de Política entre las naciones, Morgenthau continuó con su carrera como escritor y publicó en 1962 una trilogía de sus escritos. El volumen uno se llamó The Decline of Democratic Politics, el segundo volumen fue The Impasse of American Politics y el volumen tres fue The Restoration of American Politics.

### Centro para el Estudio de la Política Exterior y Militar estadounidense
En la década de 1950, Morgenthau dirigió el Centro para el Estudio de la Política Exterior y Militar Estadounidense de la Universidad de Chicago. Entre otras cosas, trató de reconstruir los recursos del gobierno estadounidense en Estudios de China, después de que muchos expertos en China y las relaciones chino-estadounidenses fueran desacreditados públicamente durante el  Segundo Terror Rojo. Morgenthau se acercó al inmigrante chino y politólogo Tsou Tang para explorar la relación chino-estadounidense utilizando materiales estadounidenses y chinos. Morgenthau confiaba en Tsou, habiendo servido en los comités de Tsou para sus tesis de maestría y doctorado. Libro de Tsou de 1963, El fracaso de Estados Unidos en China, 1941-50, se basó en su investigación en el Centro.

### 1955: Teoría del "estado dual"
En un artículo de 1955 en el Bulletin of the Atomic Scientists, Morgenthau citó a otros que hablaban de un "estado dual" existente en los Estados Unidos: la fachada democrática de políticos electos que operan de acuerdo con la ley, y una jerarquía de seguridad nacional oculta y un gobierno en la sombra que opera para monitorear y controlar al primero. Se ha dicho que este es el origen de la noción de un estado profundo en los Estados Unidos.

### Disidente de la guerra de Vietnam

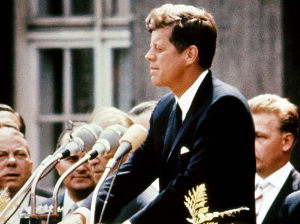
Morgenthau was a consultant for the Kennedy administration from 1961 to 1963

Morgenthau fue un firme partidario de las administraciones de Roosevelt y Truman. Cuando la administración de Eisenhower ganó la Casa Blanca, Morgenthau dirigió sus esfuerzos hacia una gran cantidad de escritos para revistas y prensa en general. En el momento de la toma de posesión de Kennedy en 1961, se había convertido en consultor de la administración Kennedy. Después de que Johnson se convirtiera en presidente, Morgenthau se volvió mucho más explícito en su disidencia con respecto a la participación estadounidense en la Guerra de Vietnam, por lo que fue despedido como consultor de la administración de Johnson en 1965.  Morgenthau discutió con los asesores de Johnson, McGeorge Bundy y Walt Rostow. La disidencia de Morgenthau con respecto a la participación estadounidense en Vietnam, que él veía principalmente como una guerra civil cuyo "importancia global" era "remota", le atrajo una considerable atención pública y de los medios.

## Críticas
La recepción de la obra de Morgenthau se puede dividir en tres fases. La primera fase se dio durante la vida de Morgenthau hasta su muerte en 1980. La segunda fase fue entre 1980 y la conmemoración de los cien años de su nacimiento que tuvo lugar en 2004. La tercera fase de la recepción de sus escritos es entre la conmemoración del centenario y el presente, que muestra una vibrante discusión sobre su continua influencia.

### Críticas durante los años europeos
Al principio de la carrera de Morgenthau, la reseña del libro de su disertación de Carl Schmitt tuvo un efecto duradero y negativo en Morgenthau. Schmitt se había convertido en una de las principales voces jurídicas del creciente movimiento nazi en Alemania, y Morgenthau llegó a ver sus posiciones como inconmensurables, aunque se ha argumentado que Schmitt y Morgenthau entablaron un "diálogo oculto" en el que se influyeron mutuamente. Morgenthau conoció posteriormente a Hans Kelsen en Ginebra cuando era estudiante, y el tratamiento de Kelsen de los escritos de Morgenthau dejó una impresión positiva de por vida en el joven Morgenthau. Kelsen en la década de 1920 se había convertido en el crítico más completo de Schmitt y se había ganado una reputación como crítico internacional líder del entonces creciente movimiento nacionalsocialista en Alemania, que coincidía con la opinión negativa del propio Morgenthau sobre el nazismo.

### Críticas durante los años americanos
Si bien Política entre naciones de Morgenthau tuvo una gran influencia en una generación de académicos en política global y derecho internacional, las opiniones de Morgenthau no quedaron sin respuesta. Por un lado, algunos críticos rechazaron las premisas básicas de la perspectiva realista de Morgenthau. Por otro lado, algunos teóricos que trabajaban dentro de un marco realista, como Kenneth Waltz y John Mearsheimer, discreparon con aspectos del enfoque de Morgenthau incluso cuando compartían algunos de sus supuestos básicos.
En su Teoría de la política internacional (1979), Kenneth Waltz instó a prestar más atención a los elementos puramente "estructurales" del sistema internacional, especialmente la distribución de capacidades entre los estados. El neorrealismo de Waltz era más conscientemente científico que la versión del realismo de Morgenthau. Waltz argumentó que los equilibrios de poder se forman recurrentemente ya sea que los estados pretendan o no ese resultado. Waltz criticó a Morgenthau por ver el mantenimiento de un equilibrio de poder como dependiente de los motivos y objetivos conscientes de los estados, lo que llevó a lo que Waltz llamó una "distorsión" de la teoría del equilibrio de poder.

### Críticas al legado de Morgenthau
La biografía intelectual de Morgenthau de Christoph Frei, publicada en traducción al inglés en 2001 (de la edición alemana anterior) fue una de las primeras de muchas publicaciones importantes sobre Morgenthau en la década de 2000. Christoph Rohde publicó una biografía de Morgenthau en 2004, todavía disponible solo en alemán.  También alrededor de 2004, se publicaron volúmenes conmemorativos con motivo del centenario del nacimiento de Morgenthau.
John Mearsheimer de la Universidad de Chicago ha contrastado el realismo político de Morgenthau con el neoconservadurismo que prevaleció durante la administración de GW Bush en el contexto de la guerra de Irak de 2003. Morgenthau vio el componente ético y moral de la política internacional como una parte integral del proceso de razonamiento del estadista internacional y el contenido esencial de la erudición responsable en las relaciones internacionales. Los académicos continúan explorando varios aspectos del pensamiento de Morgenthau, así como su lugar en relación con las corrientes intelectuales del siglo XX y la historia disciplinaria de la ciencia política y las relaciones internacionales.

## Obras selectas
- Scientific Man versus Power Politics (1946) Chicago, IL: University of Chicago Press.
- Politics Among Nations: The Struggle for Power and Peace (1948, and subsequent editions) New York NY: Alfred A. Knopf.
- In Defense of the National Interest (1951) New York, NY: Alfred A. Knopf.
- The Purpose of American Politics (1960) New York, NY: Alfred A. Knopf.
- Crossroad Papers: A Look Into the American Future (ed.) (1965) New York, NY: Norton.
- Truth and Power: Essays of a Decade, 1960–70 (1970) New York, NY: Praeger.
- Essays on Lincoln's Faith and Politics. (1983) Lanham, MD: Univ. Press of America for the Miller Center of Public Affairs at the Univ. of Virginia.
- The Concept of the Political (2012; orig. 1933) Intro. by H. Behr and F. Roesch. Trans. by M. Vidal. Palgrave Macmillan.